# 22143 Cathyfowler
22143 Cathyfowler è un asteroide della fascia principale. Scoperto nel 2000, presenta un'orbita caratterizzata da un semiasse maggiore pari a 2,2341485 UA e da un'eccentricità di 0,1923503, inclinata di 0,66626° rispetto all'eclittica.